# Os oraculaire
Les os oraculaires chinois : 甲骨片 ; pinyin : jiǎgǔpiàn sont des morceaux d'os de scapula de boeuf ou des plastrons de carapace de tortue employés dans la Chine antique pour la divination royale, ce à partir du milieu de la dynastie Shang et jusqu'au début de la dynastie Zhou (c. 1250 – c. 1050 av JC. Si ce sont des omoplates de bœuf qui sont utilisées pour la divination, le terme exact est scapulimancie. Si ce sont des plastrons de tortue, il s'agit de plastromancie. Un recensement récent a permis d'estimer à environ 13 000 le nombre d'ossements oraculaires répartis dans diverses collections en Chine et dans 14 autres pays, avec un total d'un peu plus de 130 000 inscriptions réparties sur ces ossements.
Les devins utilisant les os oraculaires posent des questions aux divinités concernant la météo, les semailles, la destinée des membres de la famille royale, les affaires militaires et d'autres sujets similaires. Ces questions sont gravées sur l'os ou le coquillage en écriture ossécaille, à l'aide d'un outil tranchant. L'os est ensuite soumis à une chaleur intense à l'aide d'une tige métallique, jusqu'à ce qu'il se fissure sous l'effet de la dilatation thermique. Le devin interprète alors le motif des fissures et inscrit la prédiction résultant de cette lecture sur l'os en question. Cette méthode de divination perdure jusqu'à la dynastie Zhou, mais les questions et les pronostics sont alors de plus en plus souvent écrits au pinceau et avec de l'encre à base de cinabre, qui se dégrade avec le temps.
Les inscriptions présentes sur les os oraculaires forment le plus ancien corpus significatif connu d'une forme d'écriture chinoise, utilisant un des premiers types de caractères chinois. Les inscriptions contiennent environ 5 000 caractères différents, dont beaucoup sont encore utilisés aujourd'hui. Cependant, le nombre total de caractères distincts est incertain, car certains de ceux présents sur les os oraculaires peuvent être des versions différentes d'un même caractère. Les spécialistes de l'étude de ces os se sont mis d'accord sur la forme, la signification et la sonorité d'un peu plus d'un quart des caractères, soit environ 1 200. Mais plusieurs centaines d'autres font encore l'objet de discussions. Les caractères qui nous sont connus constituent une grande partie du vocabulaire de base du chinois moderne. Ils fournissent également des informations importantes sur la période correspondant à la fin de la dynastie Shang, les chercheurs ayant réussi à reconstitué la généalogie royale des Shang à partir du cycle des sacrifices ancestraux consignés sur les os oraculaires. Lorsqu'ils ont été découverts à la fin du XIXe siècle et déchiffrés au début du XXe siècle, ces os et leurs inscriptions ont même permis de confirmer l'existence des Shang, dont l'historicité avait été remise en question à l'époque par les membres du Yigupai (chinois : 疑古派 ; pinyin : Yígǔpài ; Wade : I-ku-p'ai,), un groupe d'universitaires et d'écrivains chinois qui, dans le cadre du Mouvement pour la nouvelle culture, ont appliqué une approche historiographique critique aux sources historiques chinoises. Ils ont proposé des théories mettant en doute l'authenticité de textes et de récits qui, dans l'historiographie chinoise traditionnelle, étaient souvent considérés comme authentiques.
L'oraculologie est la discipline qui étudie les os oraculaires et l'écriture ossécaille.

## Découverte

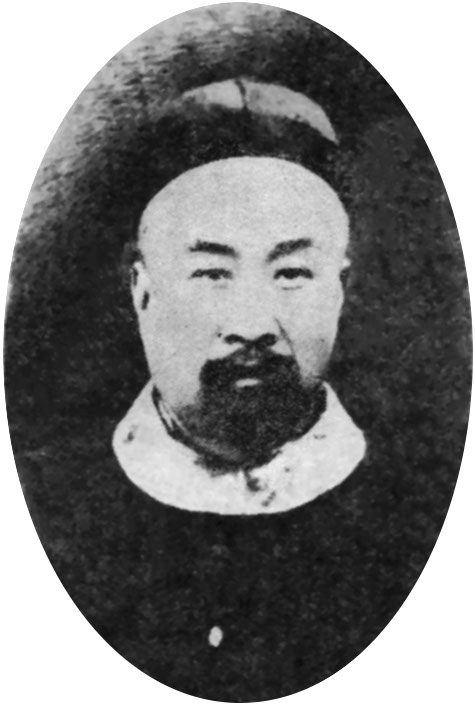
Wang Yirong, homme politique et érudit chinois, il est le premier à reconnaître les os oraculaires comme le support d'une écriture ancienne.

Dés l'époque des dynasties Sui et Tang, des os oraculaires datant de la dynastie Shang ont été exhumés de temps en temps par des agriculteurs locaux, et peut-être même sous la dynastie Han. À l'époque des Sui et des Tang, à Anyang, qui fut un temps la capitale de la dynastie Shang, des os oraculaires sont exhumés lors de cérémonies funéraires; mais les fossoyeurs ne se comprenant pas ce que sont réellement ces os, la plupart du temps, ils se contentent de les ré-inhumer. Au XIXe siècle , des villageois vivant dans cette même région découvrent également des os oraculaires en bêchant leurs champs et les utilisent, ou les vendent dans les marchés locaux, en tant qu’os de dragon. Les os de dragon sont un élément de la pharmacopée traditionnelle chinoise et la plupart du temps, il s'agit d'os fossiles du Pléistocène, qui sont broyés pour en faire des toniques ou des cataplasmes,. Les fragments de carapace de tortue sont prescrits contre le paludisme, tandis que les autres os d'animaux sont utilisés sous forme de poudre pour soigner les blessures causées par des couteaux.
En 1899, un antiquaire de Shandong qui cherche des bronzes chinois dans la région achète un certain nombre d'os oraculaires auprès de la population locale et en vend plusieurs à Wang Yirong, le chancelier de l'Académie impériale de Pékin. Wang est un collectionneur averti de bronzes chinois et l'on pense qu'il a été le premier à reconnaître les marques présentes sur les os oraculaire comme étant des écritures chinoises anciennes semblables à celles des bronzes de la dynastie Zhou. Le récit qui nous est parvenu de la manière dont Wang a fait cette découverte étant très romancé, il est difficile d'en connaitre les circonstances exactes. Selon ce récit  Wang aurait été atteint de la malaria et un de ses amis, l'érudit Liu E, lui aurait rendu visite, l'aidant à examiner ses médicaments. C'est durant cet examen qu'ils auraient découvert qu'avant d'être réduits en poudre, les os portaient d'étranges glyphes qu'ils auraient reconnues, après avoir étudié les anciennes inscriptions présentes sur les bronzes de Wang, comme étant une forme d'écriture ancienne. Selon Xu Yahui « [personne] ne peut savoir combien d'os oraculaires, avant 1899, ont été broyés dans les pharmacies traditionnelles chinoises et ont disparu dans l'estomac des gens ».
En réalité, on ne sait pas comment Wang et Liu ont trouvé ces os, mais on attribue à Wang le mérite d'avoir été le premier à reconnaître leur importance. Pendant la révolte des Boxers, Wang accepte à contrecœur un poste de commandement et se suicide en 1900 lorsque les troupes alliées entrent dans Pékin. Par la suite, son fils vend les os à Liu E, qui publie en 1903 le premier livre dédié aux inscriptions des os oraculaires, le tout illustré par de nombreuses gravures,. Lorsque la nouvelle de la découverte des os oraculaire se répand dans toute la Chine et à l'étranger, la demande en os de la part des collectionneurs et autres érudits explose, bien que de nombreux collectionneurs cherchent à garder le secret sur l'emplacement d’où proviennent ces os. A ceux qui cherchent a découvrir la zone d'origine des os oraculaires, les antiquaires répondent de manière erronée, en prétendant qu'ils proviennent de Tangyin, dans le Henan. En 1908, l'érudit Luo Zhenyu découvre que les os oraculaires proviennent de la région d'Anyang et réalise qu'il s'agit du site de la dernière capitale de la dynastie Shang.
À la suite de cette découverte, des décennies de fouilles incontrôlées alimentent le commerce des antiquités, et nombre des pièces ainsi exhumées finissent par rejoindre des collections en Europe, aux États-Unis, au Canada et au Japon,. Le premier collectionneur occidental d'os oraculaire est le missionnaire américain Frank H. Chalfant (1862-1914). C'est Chalfant qui crée le terme  "oracle bone", traduit en Français "os oraculaire", dans son livre Early Chinese Writing (1906). Ce terme est ensuite traduit en chinois : 甲骨 dans les années 1930.
Le missionnaire canadien James Mellon Menzies est la première personne à réaliser des fouilles dans la zone d'origine des os oraculaires, à les étudier et à déchiffrer leur écriture scientifiquement. Il est le premier à conclure que ces ossements sont des instruments de divination de la dynastie Shang, et le premier à proposer une méthode de datation, pour éviter d'être trompé par des faux. En 1917, il publie la première étude scientifique des os oraculaire, comprenant 2 369 dessins et inscriptions, ainsi que des milliers de reproduction des inscriptions par frottage réalisées en utilisant un tampon d'encre pour noircir un papier de riz humide déposé sur l'inscription à relever. Grâce aux dons des populations locales et à ses propres fouilles archéologiques, il acquiert la plus grande collection privée au monde, soit plus de 35 000 pièces. Il insiste pour que sa collection reste en Chine, même si certaines pièces ont été envoyées au Canada par certains de ses collègues qui craignaient qu'elles ne soient détruites ou volées lors de l'invasion japonaise de la Chine en 1937. Les Chinois reconnaissent toujours la contribution pionnière de Menzies en tant que «premier spécialiste occidental de la culture Yin-Shang et des inscriptions des os oraculaires». Son ancienne résidence située à Anyang a été classée « trésor protégé » en 2004, et le James Mellon Menzies Memorial Museum for Oracle Bone Studies a été créé,,.

## Fouilles officielles

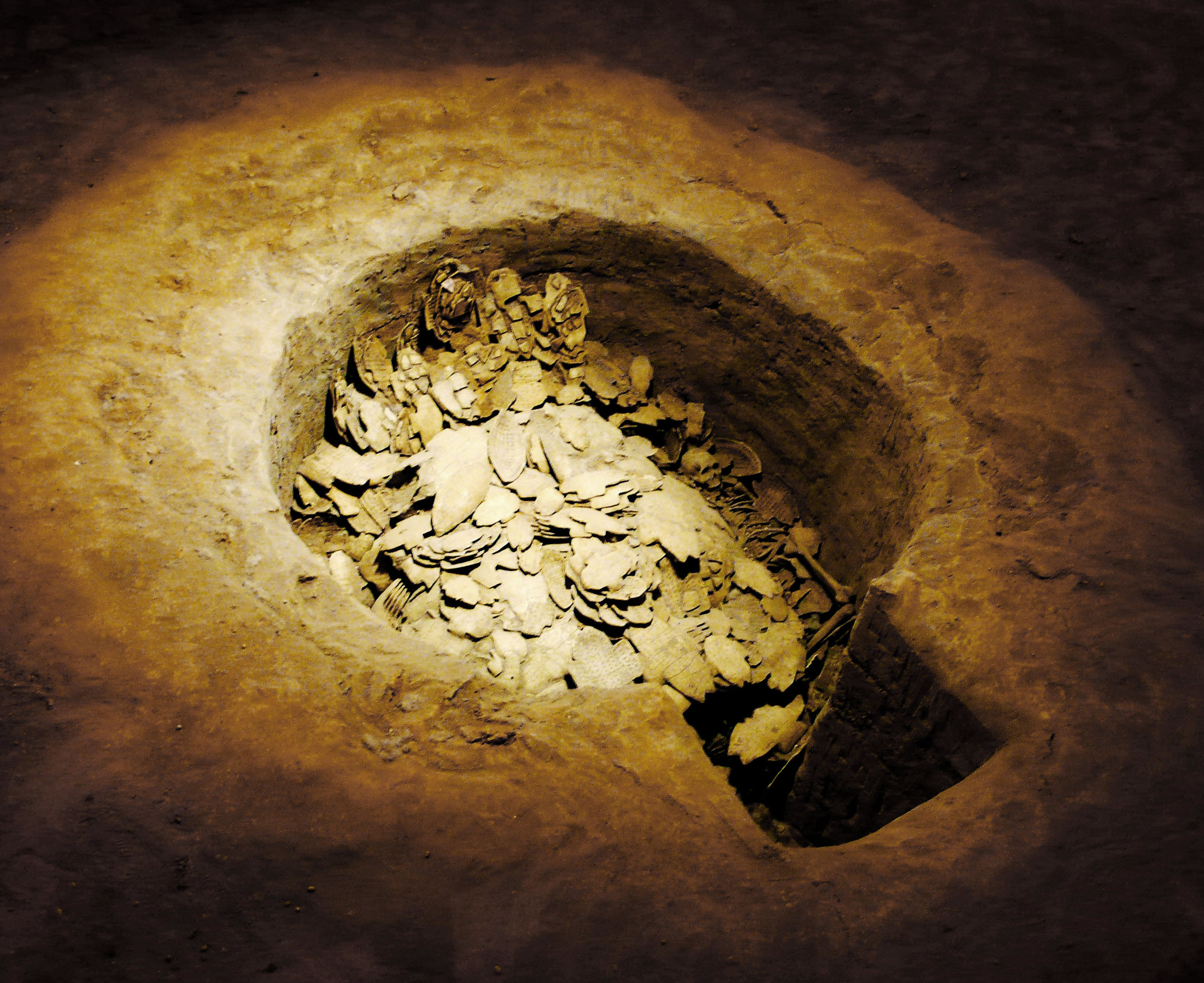
Reconstitution de la fosse d'os oraculaire YH127 a Yinxu

Après la fondation de l'Institut d'Histoire et de Philologie à l'Academia sinica en 1928, ses études font remonter les sources des os oraculaires à l'actuel village de Xiaotun (小屯 Hsiao-t’un), près d'Anyang, dans la province du Henan. Les fouilles officielles menées de 1928 à 1937 par Li Ji (李濟 Lee Chi), le père de l'archéologie chinoise, permettent de découvrir vingt mille pièces qui forment le cœur de la collection de l'Academia sinica à Taïwan et représentent environ 1/5 du total des os oraculaires découvert. Les principales fosses d'ossements ayant fait l'objet de fouilles archéologiques sont les suivantes :
- La fosse YH127 à Xiaotun Nord (1936), avec plus de 17 000 pièces portant des inscriptions.
- Xiaotun Sud (1977-1979), avec 4 612 pièces portant des inscriptions.
- Huayuangzhuang Est (1991), avec 561 pièces portant des inscriptions.[31].

Outre les os oraculaires, onze tombes royales sont découvertes. L'histoire traditionnelle relate que douze rois Shang gouvernèrent à Yin Xu, la dernière des capitales de l'empire Shang. Le dernier roi est mort lors de la conquête de Zhou et n'aurait pas pu bénéficier d'un enterrement royal. Cela renforce l'hypothèse que Xiaotun est bien le site de Yin Xu. Les inscriptions sur les os oraculaires, une fois déchiffrées, se révèlent être des actes de divination effectués pour ou par la maison royale. Les tombes et ces inscriptions démontrent pour la première fois, et sans aucun doute possible, l'existence de la dynastie Shang ainsi que l'emplacement de sa dernière capitale, Yin. Aujourd'hui, le site de Xiaotun à Anyang est également connu sous le nom de "Ruines de Yin", ou "Yinxu".

## Publications
Les inscriptions présentes sur les os oraculaires sont publiées au fur et à mesure de leur découverte, sous forme de fascicules. Par la suite, de nombreux recueils d'inscriptions sont également été publiés. Les principaux recueils sont les suivants.
- chinois : 殷墟文字甲編 ; pinyin : Yinxu wenzi jiabian
- chinois : 殷墟文字乙編 ; pinyin : Yinxu wenzi yibian
- chinois : 殷墟文字丙編 ; pinyin : Yinxu wenzi bingbian
- chinois : 殷虛書契前編 ; pinyin : Yin xu shu qi qian bian
- chinois : 集殷虛文字楹帖彙編 ; pinyin : Ji Yin xu wen zi ying tie hui bian
- chinois : 殷墟萃編 ; pinyin : Yinxu cuibian
- chinois : 后上 ; pinyin : Houshang
- chinois : 后下 ; pinyin : Houxia
- chinois : 粹編 ; pinyin : Cuibian
- chinois : 殷虛書契續編 ; pinyin : yīn xū shū qì xù biān
- chinois : 亀甲 ; pinyin : Kikkō
- chinois : 殷契摭佚續編 ; pinyin : Yinqizhiyi xubian
- chinois : 殷契遺珠 ; pinyin : Yinqi yizhu
- chinois : 京都大學人文科学研究所蔵甲骨文字 ; pinyin : Kyōto daigaku jimbunkagaku kenkyūshozō kōkotsumoji
- chinois : 殷契佚存 ; pinyin : Yiqi yicun
- chinois : 甲骨綴合編 ; pinyin : Jiagu zhuihebian
- chinois : 鐵雲藏龜拾遺 ; pinyin : Tieyun canggui shiyi
- chinois : 戰後京津新獲甲骨集 ; pinyin : Zhanhou Jingjin xinhuo jiaguji (1954)
- chinois : 殷墟文字存真 ; pinyin : Yinxu wenzi cunzhen
- chinois : 戰後寧滬新獲甲骨集 ; pinyin : Zhanhou Ninghu xinhuo jiaguji (1951)

Constatant que la multiplication de ces ouvrage alourdit et complexifie les citations et renvois vers les sources dans les études scientifiques, les historiens Hu Houxuan et Guo Moruo entreprennent au milieu de années 50 de publier de manière exhaustive tous les ossements déjà découverts. Le résultat de ce travail de compilation est le Jiaguwen Heji (1978-1982), édité par Houxuan et Guo Moruo et son supplément, édité en 1999 par Peng Bangjiong. Le Jiaguwen est le catalogue le plus complet des fragments d'os oraculaires, les 20 volumes qui le composent contenant des reproductions de plus de 55 000 fragments. Un ouvrage distinct publié en 1999 contient des transcriptions des inscriptions en caractères chinois modernes.

## Datation

Omoplate de bœuf sur laquelle sont gravées des divinations accomplies par le devin sous le règne du roi Wu Ding

La grande majorité des os oraculaires portant des inscriptions ont été découverts sur le site de Yinxu, situé dans la ville-préfecture d'Anyang, et datent des règnes des neuf derniers rois Shang. Les devins dont le nom figure sur ces os ont été répartis en cinq périodes par Dong Zuobin :
| Periode | Rois               | Devins les plus cités sur les os oraculaires |
| ------- | ------------------ | --- |
| I       | Wu Ding            | "chinois : 㱿 ; pinyin : Què", "chinois : 賓 ; pinyin : Bīn", "chinois : 爭 ; pinyin : Zhēng", "chinois : 宣 ; pinyin : Xuān"                                                          |
| II      | Zu Geng, Zu Jia    | "chinois : 大 ; pinyin : Dà", "chinois : 旅 ; pinyin : Lǚ", "chinois : 行 ; pinyin : Xíng", "chinois : 即 ; pinyin : Jí", "chinois : 尹 ; pinyin : Yǐn", "chinois : 出 ; pinyin : Chū" |
| III     | Lin Xin, Kang Ding | "chinois : 何 ; pinyin : Hé" |
| IV      | Wu Yi, Wen Wu Ding | |
| V       | Di Yi, Di Xin      | |

Les rois sont impliqués dans la divination à toutes les périodes, et durant les dernières périodes, c'est même lui qui les effectue personnellement. Les inscriptions existantes ne sont pas réparties uniformément entre ces périodes, 55% provenant de la période I et 31% des périodes III et IV. Quelques ossements oraculaires datent du début de la dynastie Zhou, qui succède aux Shang en 1046 av JC .
Sur les premiers os oraculaires, qui correspondent aux règnes de Wu Ding et de Zu Geng, les dates qui sont notées utilisent uniquement le système du Cycle sexagésimal chinois, bien que le mois soit parfois également indiqué. Les tentatives pour établir une chronologie fiable se concentrent sur un certain nombre d'éclipses lunaires consignées dans les inscriptions du devin Bīn; qui a travaillé pendant le règne de Wu Ding, et peut-être même sous celui de Zu Geng. En partant de l’hypothèse que le cycle de 60 jours a été utilisé sans interruptions, ni modifications, pendant la période datée avec certitude; les chercheurs ont cherché à faire coïncider les dates gravées sur les os avec celles calculées grâce aux éclipses. Quatre dates qui s'échelonnent entre 1198 et 1180 avant J.-C font l'objet d'un consensus généra. Une cinquième date est associée par certains chercheurs à l'an 1201 avant notre ère. Les membres du Projet de chronologie Xia – Shang – Zhou ont utilisé ces données, et les ont couplées au contenu du chapitre «Wú yì», de la partie dédiée aux Zhou du Classique des documents, qui indique que le règne de Wu Ding a duré 59 ans. Ils en ont conclu que ce règne a eu lieu de l'an 1250 à 1192 avant notre ère,. Mais, pour le sinologue américain David Keightley, ce chapitre ne doit pas être considéré comme une source fiable, car il a été rédigé bien après le règne de Wu Ding, il utilise les durées de règne comme un moyen de porter des jugements moraux sur les rois et donne d'autres durées de règne qui sont contredites par les ossements oraculaires. En se basant sur les règnes des rois Zhou pour lesquels ont as des datations fiables, Keightley estime que la durée moyenne d'un règne est de 20 ans. En utilisant cette estimation pour établir une chronologie, il émet l’hypothèse que le règne de Wu Ding commence vers 1200 avant notre ère ou même plus tôt. Le sinologue japonais Ken-ichi Takashima date les premières inscriptions sur os oraculaire de l'an 1230 avant notre ère . Les chercheurs ont utilisé la méthode de Datation au carbone 14 sur 26 os oraculaires de l'époque de Wu Ding et il en ressort qu'ils datent d'entre l'an 1254 et l'an 1197 avant notre ère, a plus ou moins 10 ans prés, avec une probabilité estimée à 80-90% pour que l'âge proposé pour chaque os corresponde à son âge réels.
Les inscriptions de la période V font souvent référence a des cycles rituels numérotés, ce qui facilite l'estimation de la durée du règne des deux derniers rois. Le début de cette période est daté de 1100 à 1090 avant notre ère par Keightley et de 1101 avant notre ère par le projet Xia-Shang-Zhou,. La plupart des chercheurs s'accordent aujourd'hui à dire que la conquête des Shang par les Zhou a eu lieu vers 1046 ou 1045 avant notre ère, soit prés d'un siècle plus tard que la date traditionnelle,.

## La divination sous les Shang
Comme la divination se faisait par la chaleur ou le feu et le plus souvent sur des plastrons ou des scapulae, les termes de pyromancie, plastromancie et scapulimancie sont souvent utilisés pour désigner ce processus.

### Matériaux

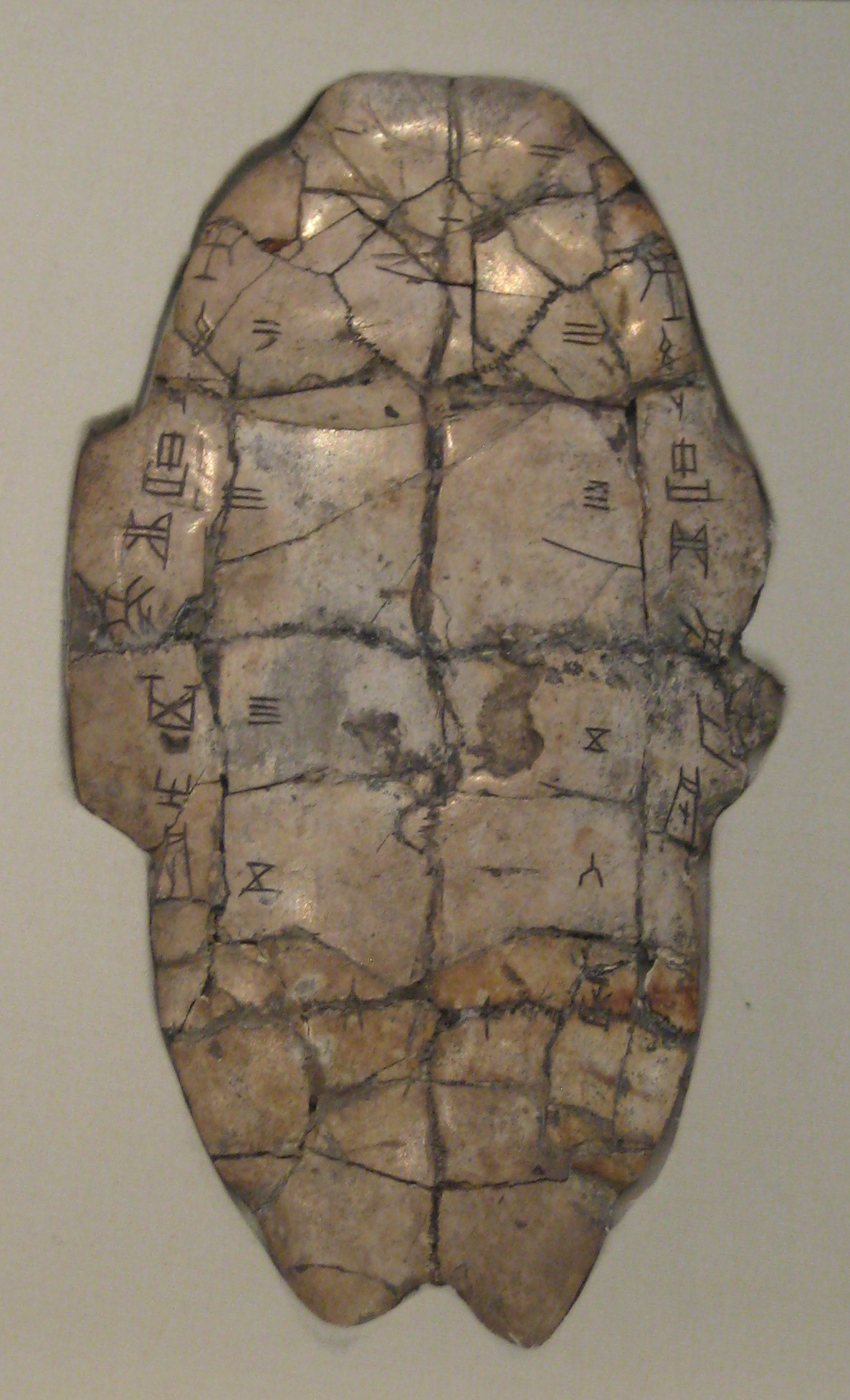
Plastron de tortue portant des inscriptions liées à la divination

Les os oraculaires sont principalement des plastrons de tortue, probablement des femelles, et des scapulae de bœuf; bien que l'on trouve également des carapaces de tortue, des côtes de bœuf, des scapulae de mouton, de sanglier, de cheval et de cerf, ainsi que divers autres os d'animaux. Des crânes de cerfs, de bœufs et d'humains portant des inscriptions ont également été trouvés, mais ces cas particuliers sont très rares et semblent avoir été utilisé plus pour noter des événements ou pour l'entraînement à la divination plutôt que pour la divination proprement dite. Il existe également un cas de bois de cerfs portant des inscriptions, mais Keightley affirme qu'ils sont faux. Il est intéressant de noter que les tortues ne sont pas originaires des régions où les os oraculaires ont été découverts, et l'on suppose donc qu'elles ont été introduites dans cette zone en étant amenés comme tribut. En Chine, les devins néolithiques utilisaient déjà le feu avec des os de cerfs, de moutons, de porcs et de bovins à des fins similaires ; des preuves de cette pratique datant de la fin du quatrième millénaire avant notre ère ont été trouvées dans le Liaoning. Toutefois, au fil du temps, l'utilisation des os de bœuf se développe, et celle des plastrons/carapaces de tortue n'apparaît pas avant le début de la culture Shang. Les premières carapaces de tortue préparées pour un usage divinatoire, c'est-à-dire avec des trous percés avant le passage à la flamme, datent de la première strate de la période Shang du site d'Erligang, situé dans un faubourg de l'actuelle ville de Zhengzhou. À la fin de la période de présence des Shang à Erligang, les plastrons sont le matériaux le plus utilisé, tandis qu'à Anyang, les scapulae et les plastrons sont utilisés en nombre à peu près égal.
Les os ou les plastrons/carapaces sont d'abord récupéré, puis préparés en vue de leur utilisation. Leur provenance est importante, car on pense que certains d'entre eux, en particulier les éléments provenant des tortues, ont été offert aux Shang en guise de tribut, ce qui fournit des informations précieuses sur les relations diplomatiques de l'époque. Nous le savons parce les os oraculaires portent souvent des annotations indiquant leur provenance. On peut y trouver, par exemple, la mention d'un tribut composé de tel nombre de carapace, ainsi que sa provenance et la date ou le tribut a été versé. Par exemple, une note indique que "chinois : 雀 ; pinyin : Què"  a envoyé 250 (carapaces de tortue) », ce qui indique qu'il s'agit peut-être d'un État appartenant à la sphère d'influence des Shang,. Ces annotations sont généralement faites sur le dos du  pont osseux de la carapace (appelées annotations de pont), sur la partie inférieure de la carapace ou sur le xiphiplastron (bord de la queue). Certaines de ces annotations n'ont pas été gravées après avoir été écrites au pinceau, ce qui, combiné à d'autres preuves archéologiques, prouve l'usage du pinceau pour l'écriture à l'époque des Shang. Ceci étant, toutes les carapaces ne sont pas des tributs, certaines pouvant provenir de tortues élevées localement.
On suppose que les omoplates de bœufs proviennent du bétail des Shang, peut-être celui utilisé pour les sacrifices rituels, bien que l'on trouve également des traces de bétail envoyé en tribut, comme l'indiquent quelques annotations.

### Préparation

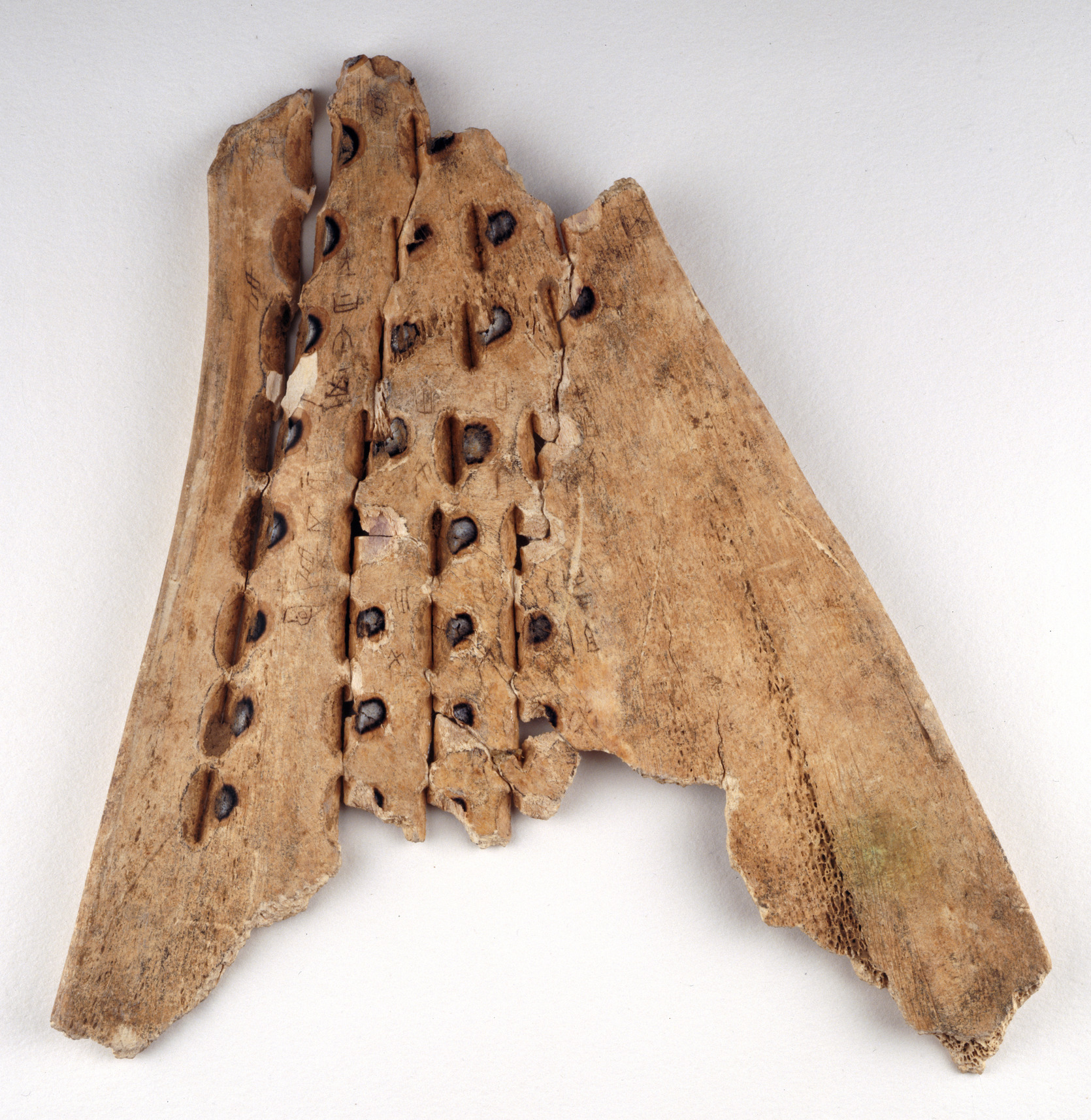
Une série des trous percés dans un os oraculaire

Les os ou les carapaces sont nettoyés et débarrassés de toute trace de chair ou de viande, puis préparés par sciage, grattage, lissage et même polissage pour créer des surfaces planes,. La prédominance des omoplates, et plus tard des plastrons de tortues, serait liée à leur facilité d'utilisation, étant déjà des grandes surfaces planes nécessitant une préparation minimale. Une série de trous ou de creux alignés sont ensuite percés ou ciselés sur une moitié de l'os ou de la carapace. La forme de ces trous évolue au fil du temps et constitue un indicateur important pour la datation des os oraculaires au sein des différentes sous-périodes de la dynastie Shang. Leur forme et leur profondeur contribuent également à déterminer la nature de la fissure qui vas apparaître. Le nombre de trous par os ou par carapace est très variable.

### Craquelures et interprétations

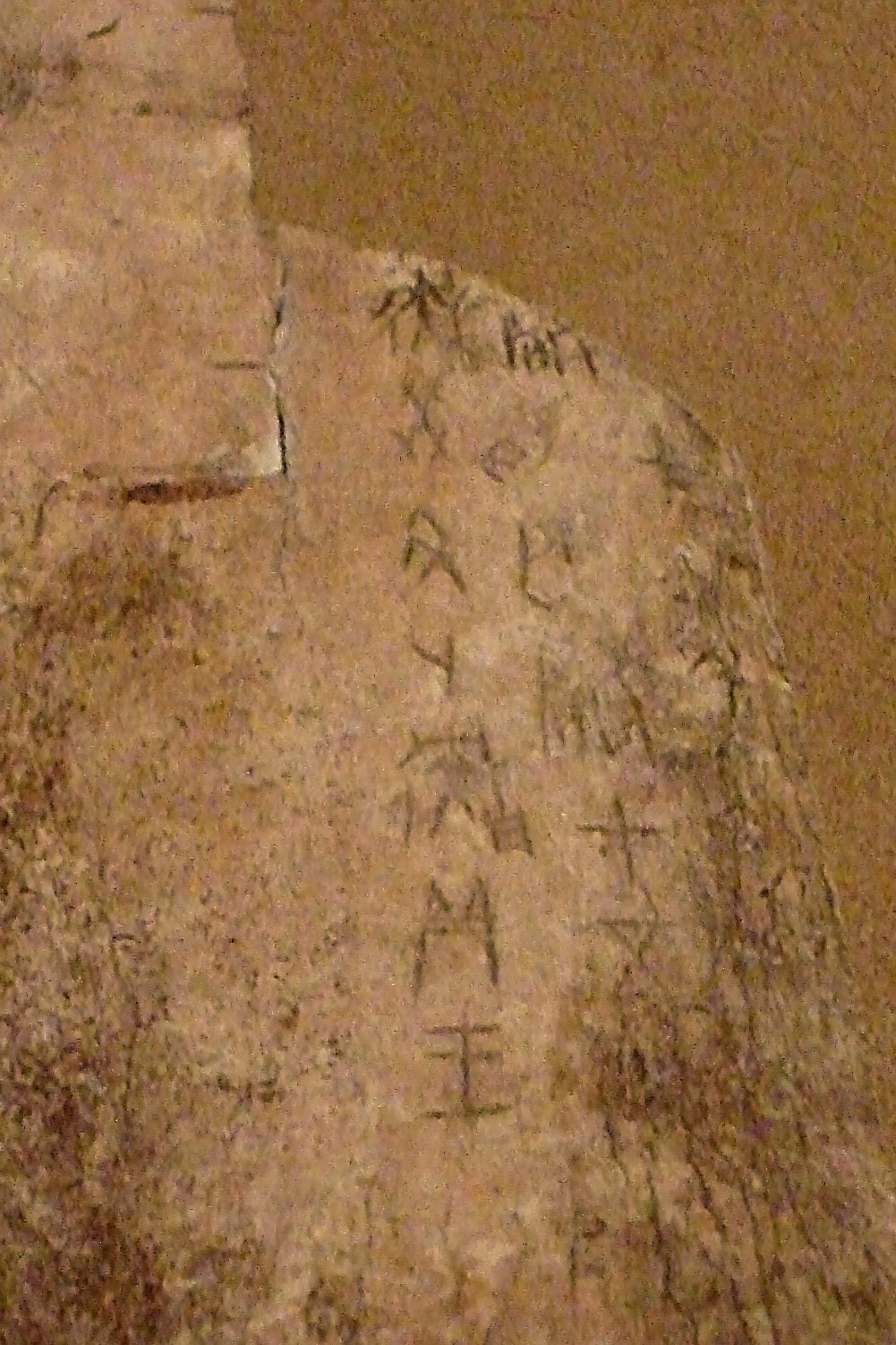
Sur cet os oraculaire de l'ère Shang (qui est incomplet), un devin demande au roi Shang si des malheurs surviendrons au cours des dix prochains jours. Le roi répond qu'il a consulté l'ancêtre Xiao Jia lors d'une cérémonie dédiée à ce dernier.

Les séances de divinations sont généralement effectuées par des devins pour les rois Shang. Très peu d'os oraculaires ont été utilisés pour des divinations effectuées au profit d'autres membres de la famille royale ou de nobles proches du roi. A la fin de la dynastie Shang, ce sont les rois qui assument personnellement le rôle de devin.
Lors d'une séance de divination, la carapace ou l'os sont oint de sang et, dans une partie des inscriptions appelée « préface », la date est notée, en utilisant les dix tiges célestes (天干, tiāngān) et les douze branches terrestres (地支, dìzhī) du cycle sexagésimal, ainsi que le nom du devin. Ensuite, le sujet de la divination (appelé « charge ») est inscrit a son tour sur le support. Il peut s'agir, par exemple, de demander si un ancêtre particulier est à l'origine des maux de dents d'un roi. Les "charges" divinatoires sont souvent adressées aux ancêtres, que les anciens Chinois vénèrent et adorent, ainsi qu'aux puissances naturelles et a "Dì" (chinois : 帝), le premier parmi les dieux vénéré sous les Shang. Tout ce qui peut préoccuper la maison royale Shang peut faire l'objet de "charges", depuis la maladie, la naissance et la mort, jusqu'à la météo, la guerre, l'agriculture, les tributs, etc. L'un des sujets les plus courants est de savoir si accomplir tel rituel de telle manière vas donner un résultat satisfaisant.
Une source de chaleur intense est ensuite insérée dans un des trous foré précédemment jusqu'à ce qu'il se fissure. La forme des trous fait que c'est la face avant de l'os qui se fissure en une forme représentant grossièrement le caractère "chinois : 卜". Le caractère "chinois : 卜" (pinyin : bǔ ou pinyin : pǔ;  « diviniser ») est peut-être né de l'interprétation de ce type de fissure, ou même être une onomatopée reproduisant le bruit de la fissuration. En règle générale, plusieurs fissures sont ainsi crées au cours d'une séance, parfois sur plusieurs os, et elles sont généralement numérotées. Le devin chargé de la cérémonie lit et interprète ces craquelures pour connaître la réponse à la divination. On ne sait pas exactement comment les fissures sont interprétées. Le sujet de la divination est abordé plusieurs fois, et souvent de différentes manières, par exemple en utilisant la forme négative ou en changeant la date sur laquelle porte la divination. Un os oraculaire peut être utilisé pour une ou plusieurs séances, et une séance peut être enregistrée sur plusieurs os. La réponse "divine" est parfois marquée comme « de bon présage » ou « de mauvais présage », et le roi ajoute parfois un « pronostic », qui correspond à sa lecture de la nature du présage. En de très rares occasions, le résultat obtenu est ensuite ajouté tel quel sur l'os dans ce que l'on appelle une « vérification ». Un enregistrement complet de tous les éléments listé ci-dessus est rare ; on ne trouve sur la plupart des os que la date, le nom du devin et le sujet de la divination, beaucoup n'ayant aucune trace de ce qui a été produit lors de la divination..
Pour ces os oraculaires vierges de tout résultats des divinations, on pense que des résultats ont bien été notés sur ces os, mais au pinceau avec de l'encre ou du cinabre. Cette prise de notes au pinceau se faisant soit directement sur les os, soit sur des documents qui les accompagnent. En effet, certains des os oraculaires retrouvés portent encore des divinations écrites au pinceau et non gravées, tandis que d'autres ont été retrouvés partiellement gravés. Après usage, les carapaces et les os utilisés rituellement sont enterrés dans des fosses séparées : certaines sont destinées à recevoir uniquement des carapaces et d'autres des omoplates. Ces fosses peuvent contenir jusqu'à des centaines, voire des milliers d'os oraculaires, une fosse mise au jour en 1936 contenait plus de 17 000 pièces ainsi qu'un squelette humain.

### Changements dans la nature des divinations
Les entités interrogées et les objectifs de la divination évoluent au fil du temps. Sous le règne de Wu Ding, les devins interrogent les puissances ou les ancêtres sur des sujets tels que le temps, le succès dans les batailles ou la construction de colonies. Ils promettent des offrandes a telle ou telle puissance(s) supérieure en échange d'aide dans les affaires terrestres.
Lors de la fabrication de fissures a jiazi (jour 1), Zheng a divinisé « En priant le soleil pour la récolte, (nous) allons dépecer dix vaches pommelées et promettre cent vaches pommelées (supplémentaires) ».
(Heji 10116 ; Y530.2)
Keightley explique que cette divination est unique en ce qu'elle s'adresse directement au soleil, mais qu'elle est typique en ce qu'elle offre 10 vaches, 100 autres devant suivre si la récolte est bonne.
Les divinations plus tardives ont tendance à être superficielles, optimistes, établies par le roi lui-même et adressées à ses ancêtres, selon un cycle régulier, et demandent rarement a ces ancêtres de faire quoi que ce soit. Keightley suggère que cela reflète un changement dans les idées sur ce que les puissances divines et les ancêtres peuvent faire, et sur la capacité des vivants à les influencer.

## Preuve d'usage de la pyromancie avant Anyang
Alors que l'utilisation d'os dans la divination a été pratiquée presque partout dans le monde, la divination impliquant le feu ou la chaleur n'a été observée qu'en Asie et dans les cultures nord-américaines ayant des liens avec l'Asie. L'utilisation de la chaleur pour fissurer des omoplates (pyro-scapulimancie) trouve son origine dans la Chine ancienne, les premières traces de son usage remontant au 4e millénaire avant notre ère, comme l'attestent des découvertes archéologiques réalisées dans le Liaoning. Toutefois, les omoplates datant de cette époque ne portent aucune inscription. Des omoplates de bovins, de moutons, de porcs et de cerfs utilisées pour la pyromancie ont été retrouvées sur des sites archéologiques datant du néolithique, et cette pratique semble être devenue assez courante à la fin du troisième millénaire avant notre ère. Des scapulae ont été mises au jour, avec un petit nombre de plastrons non troués, dans la strate Nánguānwài (chinois : 南關外) du site de Zhengzhou. Des scapulae ainsi qu'un petit nombre de plastrons avec des trous ciselés ont également été découverts dans les strates inférieures et supérieures du site d'Erligang.
L'utilisation a grande échelle des plastrons de tortue pour la pyromancie ne commence qu'avec l'apparition de la culture Shang. Des omoplates et des plastrons de bœuf, tous deux préparés pour la divination, ont été trouvés sur les sites de la culture Shang de Táixīcūn (chinois : 台西村) dans le Hebei et de Qiūwān (chinois : 丘灣) dans le Jiangsu. Une ou plusieurs scapulae percées ont été trouvées à Lùsìcūn (chinois : 鹿寺村) dans le Henan, tandis que des scapulae non percées ont été trouvées à Erlitou dans le Henan, Cixian (chinois : 磁縣) dans le Hebei, Níngchéng (chinois : 寧城) dans le Liaoning, et Qijia (chinois : 齊家) dans le Gansu. Les plastrons ne deviennent plus nombreux que les scapulae qu'à partir de la période du parc de Rénmín (chinois : 人民).

## Autres sites
Quatre os portant des inscriptions ont été trouvés à Zhengzhou : trois portant les numéros 310, 311 et 312 dans le corpus Hebu, et un portant un seul caractère (chinois : ㄓ), qui apparaît également dans des inscriptions datant de la fin de la dynastie Shang. L'os HB 310, sur lequel était inscrit deux divinations assez brèves, a été perdu, mais l'existence de ces inscriptions est attestées par une reproduction par frottage et deux photographies. On trouve dans les inscriptions des os HB 311 et 312 une paire de caractères similaires à l'écriture des Shang tardifs. L'os HB 312 a été trouvé lors de fouilles, dans une couche supérieure de la culture Erligang. Les autres ont été trouvés accidentellement durant des travaux de terrassement liés à la gestion d'une rivière et sont donc dépourvus de contexte archéologique. Pour Pei Mingxiang, ces os sont antérieurs à ceux du site d'Anyang. Takashima, se référant aux formes de caractères et à la syntaxe, affirme qu'ils sont contemporains du règne de Wu Ding,.
Un plastron de tortue portant plusieurs courtes inscriptions a été trouvé à Daxinzhuang, dans le Shandong, sur le sol d'une maison semi-souterraine datant de la fin de la période Shang. Le style des caractères est proche de celui utilisé par certains groupes de devins actifs à Anyang sous le règne de Wu Ding, bien qu'il présente quelques variations.
Près de 300 os oraculaires portant des inscriptions (HB 1-290) sont découverts en 1977 dans deux fosses creusées dans les fondations d'un bâtiment situé à Qijia, dans le Xian de Fufeng, au Shaanxi. Ce batiment fait partie du centre rituel Zhou connu sous le nom de Zhōuyuán. Certains de ces os seraient contemporains du règne de Di Xin, le dernier roi Shang, et d'autres dateraient du début des Zhou de l'Ouest,.
Les inscriptions présentes sur ces os se distinguent de celles d'Anyang par la manière dont les os et les carapaces ont été préparés et utilisés, par la petitesse des caractères, par la présence d'un vocabulaire unique et par l'utilisation des phases de la lune comme méthode de datation.
Quatre pièces (HB 1, 12, 13 et 15) intriguent particulièrement les chercheurs depuis leur découverte, car elles font référence à des sacrifices dans les temples des ancêtres Shang et diffèrent des autres ossements par leur calligraphie et leur syntaxe. Les chercheurs n'arrivent pas à s'accordent pour déterminer si ces os ont été préparés et utilisés à Anyang ou à Zhouyuan, et si les devins et les scribes qui s'en sont occupés étaient liés aux Shang ou aux Zhou,.
En 2003, environ 600 os inscrits ont été découverts à Zhougongmiao, un temple dédié au duc de Zhou sous la dynastie Tang, à environ 18 km à l'ouest de Qijia. Ils mentionnent le duc de Zhou et d'autres personnages du début de la Dynastie Zhou de l'Ouest.
Quelques ossements oraculaires ont été découverts sur d'autres sites des Zhou de l'Ouest, dont certains à Pékin.

## Après les Shang
Après la fondation de la dynastie Zhou, certaines pratiques héritées des Shang, comme l'usage du bronze, la pyromancie et l'usage de l'écriture perdurent. Des os oraculaires découverts dans les années 1970 ont été datés de la dynastie Zhou, certains datant de la période des Printemps et Automnes, mais très peu portant des inscriptions. On pense que d'autres méthodes de divination ont supplanté la pyromancie, comme la divination numérologique utilisant des tiges séchées d'achillée millefeuille en relation avec les hexagrammes Yi Jing, ce qui entraîne le déclin de l'usage des os oraculaires et de leurs inscriptions. Cependant, il existe des preuves de la poursuite de l'utilisation de la plastromancie jusqu'à la fin de la dynastie Zhou, ainsi que sous les dynasties Han, Tang et Qing,, Keightley mentionnant même son utilisation à Taïwan jusqu'en 1972.